# Forda riccobonii
Forda riccobonii är en insektsart. Forda riccobonii ingår i släktet Forda och familjen långrörsbladlöss. Inga underarter finns listade i Catalogue of Life.